# Імоджен Путс
Імоджен Ґей Путс (англ. Imogen Gay Poots, нар. 3 червня 1989) — англійська акторка. Найбільш відома за ролями у фільмах «28 тижнів потому» (2007), «Багно» (2013), «Зелена кімната» (2015) та «Віваріум» (2019) та серіалу «За межами» (2022-24).

## Життєпис
Путс народилась у Хаммерсміті, Лондон, у сім'ї Тревора Путса, режисера телевізійних політичних програм, із Белфасту, Північна Ірландія та Фіони Ґудел, журналіста і волонтера із Болтона. Має старшого брата, Алекса, який є моделлю.
Будучи вихованою у Чизіку, Путс навчалась у школах Bute House Preparatory School for Girls (у Брук Ґрін), Queen's Gate School (у Південному Кенсінгтоні), та Latymer Upper School (у Хаммерсміті).
В той час коли вона мала намір стати ветеринаром, вона почала відвідувати по суботах імпровізований гурток, який проводила Young Blood Theatre Company. Після того, як вона знепритомніла при ветеринарній хірургічній операції під час свого досвіду роботи, вона покинула усі свої прагнення стати ветеринаром. Отримавши три «відмінно» на екзамені A-level, вона виграла місце у інституті Курто у 2008 році, але відклала це на два роки, для того, щоб зайнятись акторською кар'єрою.

## Фільмографія

### Фільми
| Рік  |    | Українська назва                       | Оригінальна назва                  | Роль               |
| ---- | -- | -------------------------------------- | ---------------------------------- | ------------------ |
| 2005 | ф  | V означає Вендетта                     | V for Vendetta                     | Валері             |
| 2007 | ф  | 28 тижнів потому                       | 28 Weeks Later                     | Теммі Гарріс       |
| 2007 | кф |                                        | Wish                               | Джейн              |
| 2008 | ф  | Я і Орсон Веллс                        | Me and Orson Welles                | Лорелей Латроп     |
| 2009 | ф  | Тріщини                                | Cracks                             | Поппі              |
| 2009 | ф  | Пробуджуючи Медісон                    | Waking Madison                     | Алексіс            |
| 2009 | ф  | Сексоголік                             | Solitary Man                       | Еллісон Карш       |
| 2010 | ф  | Центуріон                              | Centurion                          | Еріен              |
| 2010 | ф  | Чат                                    | Chatroom                           | Єва                |
| 2011 | ф  | Джейн Ейр                              | Jane Eyre                          | Бланш Інґрем       |
| 2011 | ф  | Нічка жахів                            | Fright Night                       | Емі Пітерсон       |
| 2011 | ф  | Хто отримає діамант?                   | Comes a Bright Day                 | Мері Брайт         |
| 2012 | ф  | Прощальний квартет                     | A Late Quartet                     | Александра Гелбарт |
| 2013 | ф  | Привіт від Тіма Баклі                  | Greetings from Tim Buckley         | Еллі               |
| 2013 | ф  | Джимі Гендрікс                         | Jimi: All Is by My Side            | Лінда Кейт         |
| 2013 | ф  | Багно                                  | Filth                              | Аманда Драмонд     |
| 2013 | ф  | Король сексу                           | The Look of Love                   | Деббі Реймонд      |
| 2014 | ф  | Ця незручна мить                       | That Awkward Moment                | Еллі               |
| 2014 | ф  | Довгий шлях вниз                       | A Long Way Down                    | Джесс Крайтон      |
| 2014 | ф  | Жага швидкості                         | Need for Speed                     | Джулія Меддон      |
| 2015 | ф  | Лицар кубків                           | Knight of Cups                     | Делла              |
| 2015 | ф  | Зелена кімната                         | Green Room                         | Ембер              |
| 2016 | ф  | Френк і Лола                           | Frank & Lola                       | Лола               |
| 2016 | ф  | Поп-зірка: не переставай, не зупиняйся | Popstar: Never Stop Never Stopping | Ешлі Венсдей       |
| 2017 | ф  | Солодка Вірджинія                      | Sweet Virginia                     | Ліла               |
| 2017 | ф  | Мобільні будинки                       | Mobile Homes                       | Алі                |
| 2017 | ф  | Я вбиваю велетнів                      | I Kill Giants                      | Карен Торсон       |
| 2018 | ф  |                                        | Age Out                            | Джоан              |
| 2019 | ф  | Мистецтво самозахисту                  | The Art of Self-Defense            | Анна               |
| 2019 | ф  | Віваріум                               | Vivarium                           | Джемма             |
| 2019 | ф  | Чорне Різдво                           | Black Christmas                    | Райлі Стоун        |
| 2020 | ф  | Батько                                 | The Father                         | Лора               |
| 2020 | ф  | Піти не попрощавшись                   | French Exit                        | Сьюзен             |
| 2023 | ф  | Балтимор                               | Baltimore                          | Роуз Дагдейл       |

### Телебачення
| Рік       |    | Українська назва         | Оригінальна назва        | Роль                                  |
| --------- | -- | ------------------------ | ------------------------ | ------------------------------------- |
| 2004      | с  |                          | Casualty                 | Еліс Торнтонер (Епізод: "Love Bites") |
| 2008      | тф | Міс Остін шкодує         | Miss Austen Regrets      | Фанні Остін Найт                      |
| 2011      | тф | Крістофер і йому подібні | Christopher and His Kind | Джин Росс                             |
| 2016      | с  |                          | Roadies                  | Келлі Енн Мейсон (10 епізодів)        |
| 2020      | с  | Я знаю, що це правда     | I Know This Much Is True | Джой Генкс (3 епізоди)                |
| 2022—2024 | с  | За межами                | Outer Range              | Осінь (14 епізодів)                   |